# Skjold-dipelta
Skjold-dipelta (Dipelta floribunda) er en løvfældende busk med en opret vækst og lyserøde, duftende blomster. Selv om arten er noget sart under danske forhold ses den dog af og til plantet i større haver og parker.

## Kendetegn
Skjold-dipelta er en løvfældende busk med oprette hovedgrene og overhængende sidegrene. Barken er først lysegrøn og ruhåret, men den bliver hurtigt rødbrun. Gamle grene får en gråbrun, opsprækkende og strimlet bark. Knopperne er modsat stillede, kompakt kegleformede og rødbrune. Bladene er smalt elliptiske til lancetformede med hel rand. Oversiden er græsgrøn, mens undersiden er en smule lysere. Behåringen på bladene tabes hen på sommeren. Blomstringen foregår i maj-juni, hvor man finder blomsterne samlet i endestillede toppe på fjorgamle kortskud. Hver af blomsterne sidder ovenfor to sammenvoksede højblade. De enkelte blomster er femtallige og svagt uregelmæssige med to læber. Kronen er sammenvokset til en klokke med lyserøde kronblade og gule pletter på indersiden af svælget. Frugterne er kapsler med to frø i hver
Rodsystemet består af kraftige, dybtgående hovedrødder og mange, højtliggende finrødder. Blomsterne dufter gardenia-agtigt.
Busken når en højde på ca. 3 m og en kronediameter på ca. 3 m.

## Hjemsted
Arten har sin naturlige udbredelse i de kinesiske provinser Gansu, Guangxi, Hubei, Hunan, Shaanxi og Sichuan. Den optræder i krat eller som bryn i blandede løv- og nåleskove. I den sydøstlige del af det tibetanske højland (det vestlige Sichuan, det nordvestlige Yunnan og den sydøstlige del af den autonome region Tibet) ligger bjergene Min Shan og her findes naturreservatet Jiuzhaigou (tibetansk: Zitsa Degu). Undergrunden består af kalksten med et godt mineralindhold og et pH mellem 6,8 og 8,1. Højdeforskellene betinger meget forskellige vegetationer, og på det sted vokser arten i blandede skove mellem 2.500 og 3.400 m højde sammen med bl.a.: almindelig majblomst, armandfyr, davidløn, dragegran, himalayabirk, kinesisk blommetaks, kinesisk lind, måttefyr, omeirose, perlerøn, rødbirk, skovstilkaks, sort bambus, tibetansk lærk, topspirende pileurt og tæppe-dværgmispel.

## Galleri
|  |  |  |
|  |  |  |